# Герб Солонянського району
Герб Солоня́нського райо́ну затверджений 28 лютого 2001 р. рішенням № 10-15/XXIII Солонянської районної ради.

## Опис
На срібному щиті зелений пагорб, з-за якого встає золоте сонце без зображення обличчя, що випускає такі ж промені. Поверх променів зелений контур району, поверх усього золотий колос.

## Значення
Курган вказує на давнє історичне минуле краю, що сягає часів існування Скіфської держави. Колос символізує сільське господарство — основну економічну галузь району. Сонце — символ енергії і добра.
Автор — І. Г. Костенко.
Комп'ютерна графіка — К. М. Богатов.

## Історія

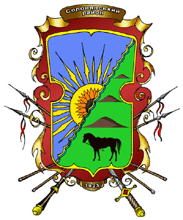
Попередній варіант герба

У гербі Солонянського району застосовано щит з лівобічним перев’язом, що утворює два поля – правобічне (верхнє синє) та лівобічне (нижнє зелене). Перев’яз складають відповідно: графічне зображення водойми (річки, ставка). В районі налічується більше двохсот таких об’єктів. Хвиляста жовта смуга символізує лани пшениці одного з найбільших сільськогосподарських районів Дніпропетровської області. 
На правому синьому полі щита – квітка соняшника, яка символізує сільське господарство. Соняшник накладається на обрій сонця, що символізує мудрість, могутність та тепло.
На лівому зеленому полі щита зображено кургани, як історичну цінність Солонянського району (спеціалісти називають територію району долиною скіфських царів), де розташовувались близько п’ятисот курганів, включаючи кромлех 3-го тисячоліття до н.е. 
Кінь (обернутий праворуч) символізує історичну подію – загибель на території району у 972 році, під час бою з ордою печенігів, великого Київського князя Святослава Ігоревича.  
Щит розташований на малиновому картуші, окантованому візерунком зі стрічки, з-під якого виглядає козацька зброя. З виникненням Запорізького козацтва землі району підпорядковуються козакам. На цій  землі вони закладали свої села (зимівник), де проводили вільний, від перебування на Січі, час. Проживали взимку, займалися різноманітними ремеслами.  
Авторська група:
- Автор герба – Шерстюк Борис В’ячеславович
- Комп’ютерний дизайн – Шерстюк Андрій Борисович
- Консультант – Потап Олег Юхимович